# Honda Biz
Pour les articles homonymes, voir Biz.

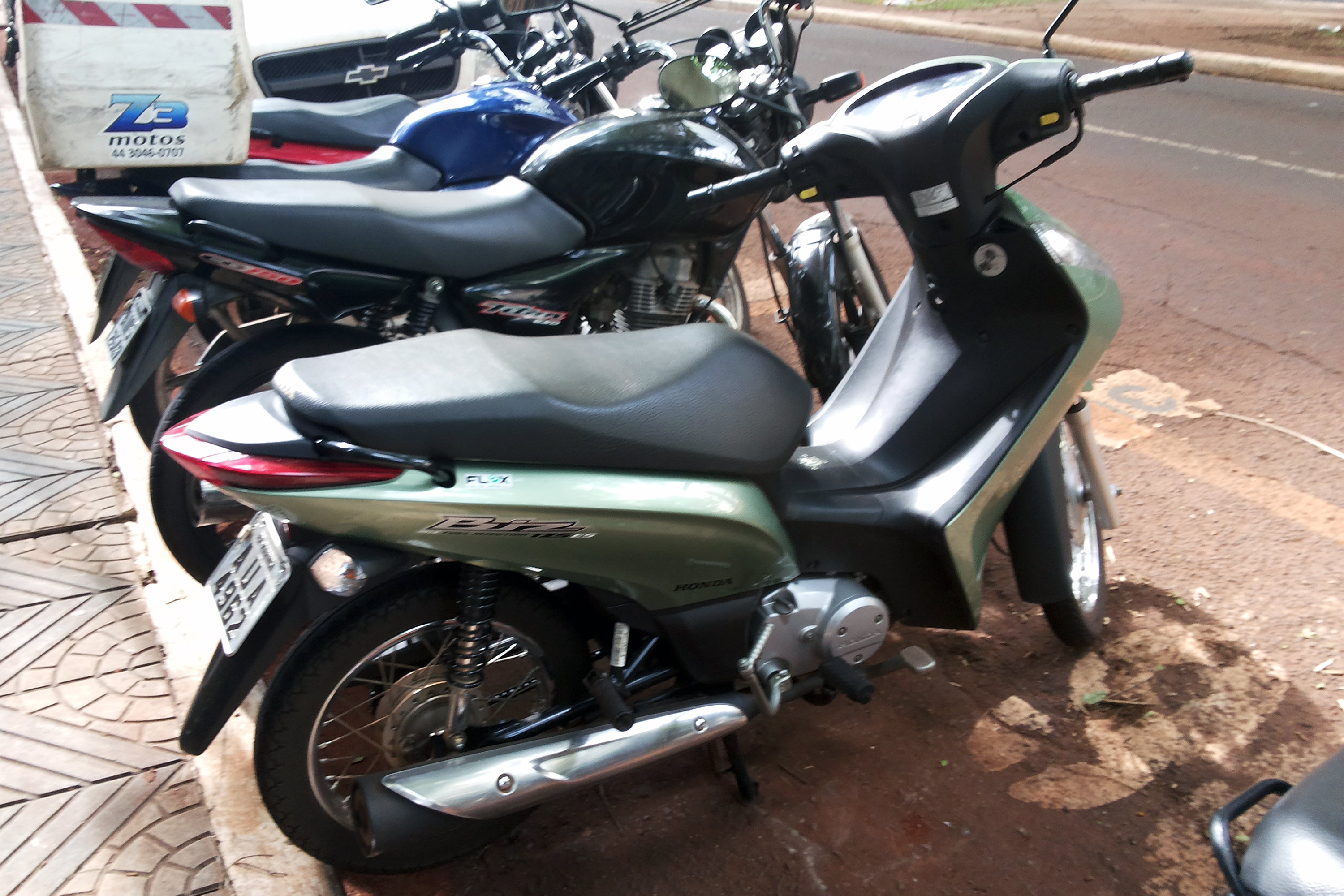
Honda Biz.

Honda Biz est un scooter développé et produit par Honda au Brésil depuis 1998. Trois moteurs sont disponibles : 100, 110 et 125 cm3 de cylindrée.
C'est un modèle d'entrée de gamme abordable dans le pays, une variante du célèbre Honda Super Cub, avec deux différences clés : une roue arrière de quatorze pouces (au lieu de dix-sept pouces) et un compartiment de rangement sous le siège,.